# Кшиновлога-Мала (гмина)
Кшиновлога-Мала (пол. Krzynowłoga Mała) — сельская гмина (волость) в Польше, входит как административная единица в Пшаснышский повет, Мазовецкое воеводство. Население — 3601 человек (на 2004 год).

## Демография
| Перепись                       | Всего   | Всего | Женщины | Женщины | Мужчины | Мужчины |
| ------------------------------ | ------- | ----- | ------- | ------- | ------- | ------- |
| Единицы                        | человек | %     | человек | %       | человек | %       |
| Население                      | 3601    | 100   | 1778    | 49,4    | 1823    | 50,6    |
| Плотность населения (чел./км²) | 19,5    | 19,5  | 9,6     | 9,6     | 9,9     | 9,9     |

## Сельские округа
1. Борове-Хшчаны
2. Быстре-Хшаны
3. Хмелень-Вельки
4. Хмелёнек
5. Цихово
6. Чаплице-Бонки
7. Чаплице-Курки
8. Гадомец-Йендрыки
9. Гадомец-Выраки
10. Гонски-Вонсоше
11. Грабово-Ржаньце
12. Каки-Мрочки
13. Кавечино-Саксары
14. Краево-Клудки
15. Краево-Вельке
16. Кшиновлога-Мала
17. Ланента
18. Лое
19. Маряново
20. Масяк
21. Моравы-Вельке
22. Острове-Станьчики
23. Ожумех
24. Пястув
25. Плевник
26. Романы-Фушки
27. Романы-Яновента
28. Романы-Себоры
29. Романы-Сендзента
30. Рудно-Езорове
31. Рудно-Кмеце
32. Косилы
33. Скерковизна
34. Свиняры
35. Улятово-Адамы
36. Улятово-Черняки
37. Улятово-Залесе
38. Улятово-Жылы
39. Викторово
40. Викторово-Колёня
41. Борове-Грыки
42. Улятово-Божухы

## Соседние гмины
1. Гмина Хожеле
2. Гмина Чернице-Борове
3. Гмина Дзежгово
4. Гмина Еднорожец
5. Гмина Пшасныш